# Parti patriotique du grand Japon
Le Parti patriotique du grand Japon (大日本愛国党, Dai Nippon Aikokutō), communément  désigné sous l’appellation abrégée Aikokutō (愛国党), est une formation politique japonaise d’extrême droite, fondée en 1951 par le militant ultranationaliste Bin Akao, qui en devint le premier dirigeant. Ce parti est notamment connu pour avoir compté parmi ses membres Otoya Yamaguchi, auteur de l’assassinat d’Inejirō Asanuma, dirigeant du Parti socialiste japonais, en 1960, ainsi que Kazutaka Komori, responsable de l’incident de Shimanaka en 1961. 
Le dirigeant du parti Akao fut appréhendé pour conspiration en vue d’un meurtre à la suite de l’affaire Shimanaka, mais ne put être inculpé, faute de preuves suffisantes. Il écopa néanmoins de huit mois d’emprisonnement pour des chefs d’accusation mineurs, tels que trouble à l’ordre public et menaces. 

### Citations
1. ↑  Kapur 2018, p. 252-253.
2. ↑  Kapur 2018, p. 257.
3. ↑  « High Court Upholds Sentence of Akao », The Japan Times, Tokyo,‎ 24 octobre 1962, p. 4